# Jan Sandström (ishockeyspelare)
Jan Allan Sandström, född 24 januari 1978 i Piteå, är en svensk före detta professionell ishockeyspelare(back). 
Sandström spelade för Luleå HF i SHL mellan säsongerna 2001/2002-2017/2018. Han spelade därmed 17 säsonger i Luleå HF, med tröja nummer 7. Han var den som spelat längst i Luleå Hockey och spelade sammanlagt 1 047 SHL-matcher inklusive SM-slutspel, vilket var mest genom tiderna i SHL fram till 29 november 2022 då Frölundas Joel Lundqvist spelade sin 1048:e SHL-match.
Sandström var känd för sitt dragskott, vilket gav honom smeknamnen "Janne dragskott" och "Janne dragare".

## Karriär
Jan Sandström började sin karriär i sitt ungdomslag Öjeby IF. Han spelade sedan med Piteå HC i dåvarande Division 1 under tre säsonger, för att sedan ta klivet till Elitserien och AIK Hockey. I AIK stannade han i fyra säsonger och spelade även matcher med Skellefteå AIK i Hockeyallsvenskan under sista säsongen.
I 1999 års NHL-draft valdes Sandström som 173:e spelare totalt i den sjätte rundan av Anaheim Ducks. Jan Sandström har spelat för Sveriges landslag i flera turneringar.
2001 fick Sandström kontrakt med Luleå HF, där han fortsatt spela sedan dess. I januari 2016 blev han den spelare som gjort flest SHL-matcher (grundserie + slutspel) för den klubben, 793 st. Han var också assisterande lagkapten för Luleå HF 13 säsonger i rad, från 2004/2005 till 2016/2017.

## Meriter
- Elitserien, Högst genomsnittlig speltid per match, 2007/2008 - 24 min och 53 sek
- Sverige U18, EJC 1996 - Bronsmedalj

## Klubbar
- Piteå HC, Division I, 1994–1997
- AIK Hockey, Elitserien, 1997–2000
- Skellefteå AIK, Hockeyallsvenskan, 2000–01
- Luleå HF, SHL, 2001–2018

## Övrigt
September 2013 släppte skabandet Skaburbian Collective (från Luleå) låten J.S#7, som är en hyllning till Jan Sandström i Luleå HF.